# Aeroportul Girua
Aeroportul Girua (IATA: PNP, ICAO: AYGR) este un aeroport din Provincia Oro⁠(d), Papua Noua Guinee ce deservește zona Popondetta⁠(d).
Situat la o altitudine de 95 m, aeroportul dispune de o singură pistă.